# 浮力補償装置

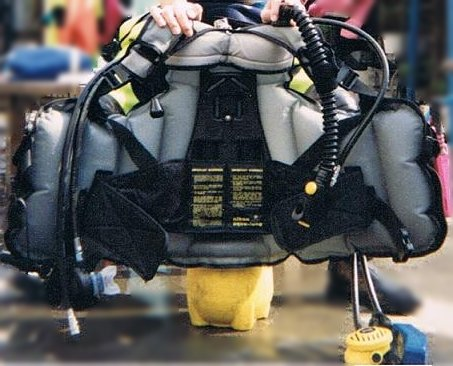
浮力補償装置（ダイビング）

浮力補償装置（ふりょくほしょうそうち、Buoyancy Compensator）はスクーバダイビングの器材の一つである。または浮力調整装置である。

## 概要
- 1957年頃にアメリカ海軍が軍事用としての研究が進められており、商業用で可能となったのは1961年にフランスのダイビング器材メーカー「Fenzy（en）」が開発した[2]。
- 日本では最初に普及したのは「ライフベスト」で現在に飛行機に設置されているようなものだったが、首掛け式のホースカラーBCが上陸するのは1973年頃に入ってからだった[2]。翌年には日本アクアラング「LIFE JACKET B.C.-1」が登場する。
- 1978年にはジャケットタイプが登場となり、スキューバプロが「スタビライジングジャケット」を発売。1985年には「ショルダーベルトタイプ」が登場し、サイズ調整の工夫をこなし、フィット感が飛躍的に向上[2]。
- 1990年代になると、女性の体のラインに合わせたり、旅行の持ち運びに便利な丸められるものが登場した[2]。